# Sphenorhina assimilis
Sphenorhina assimilis is een halfvleugelig insect uit de familie schuimcicaden (Cercopidae). De wetenschappelijke naam van deze soort is voor het eerst geldig gepubliceerd in 1858 door Walker.